# Comesperma scoparium
Comesperma scoparium är en jungfrulinsväxtart som beskrevs av Drum.. Comesperma scoparium ingår i släktet Comesperma och familjen jungfrulinsväxter. Inga underarter finns listade i Catalogue of Life.